# Bertl Mütter

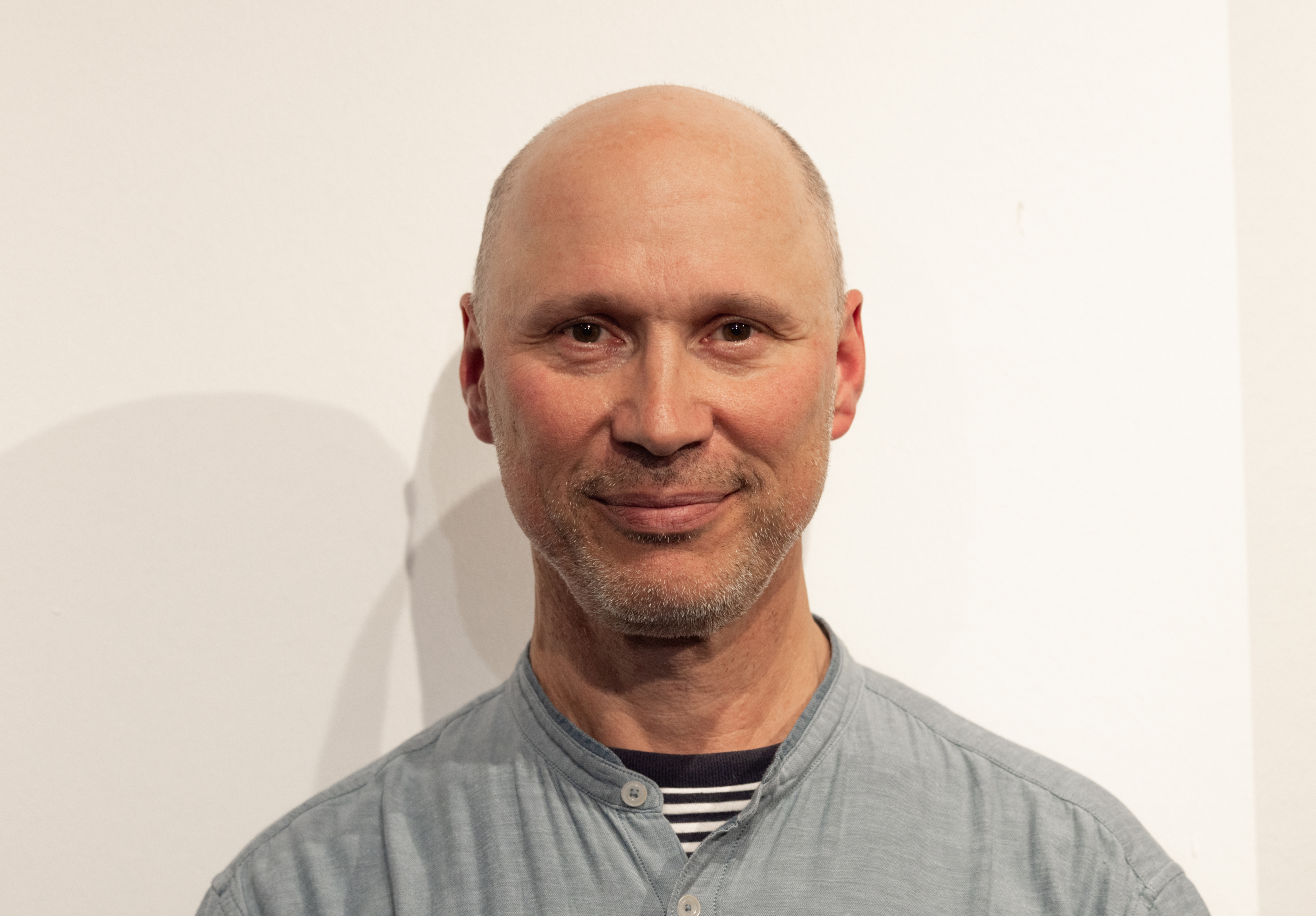
Bertl Mütter (2023)

Bertl Mütter (* 6. Juli 1965 in Steyr, Oberösterreich) ist ein österreichischer Musiker, Komponist und Autor.

## Leben
Bertl Mütter wollte als Kind zuerst Opernsänger, später Pfarrer werden. Er absolvierte das Bundesgymnasium Werndlpark in Steyr und studierte anschließend Theologie an der Universität Graz. Um sich zukünftig ausschließlich auf seine Karriere als Musiker zu konzentrieren, beendete er das Theologie-Studium zugunsten eines Musik-Studiums (Posaune, Jazz und etwas Stimme) an der Hochschule für Musik und darstellende Kunst Graz, das er 1990 erfolgreich mit einem Diplom abschloss.
Bertl Mütter begann 2010 das neu eingeführte künstlerische Doktoratsstudium an der Universität für Musik und darstellende Kunst Graz, das er mit einer Abhandlung über das Suchen, Finden, Erfinden, Entdecken des Klangs und dem Rigorosum 2013 als erster Dr. artium abschloss.
Mütter lebt freischaffend in Wien.

## Musik
Im Zentrum Mütters musikalischer Arbeit steht das Solospiel.
Intensive Duoarbeit gab und gibt es mit dem slowakischen Pianisten Miki Skuta, dem Drehleier-Spieler Matthias Loibner und dem Komponisten Christoph Cech, literarische Begegnungen mit H. C. Artmann, Ernst Jandl, Franzobel, Josef Haslinger und – bis zu dessen Tod – mit Gert Jonke. Ebenso gab es Zusammentreffen mit Interpreten mittelalterlicher Musik (Ars Choralis Coeln, Witte-Maria Weber).

## Auszeichnungen
- 1989 Musikförderungspreis der Stadt Graz
- 1992 Förderungsbeitrag des Bundesministeriums für Unterricht, Kunst und Kultur
- 1994 Österreichbild-Preisträger der Werkstadt Graz
- 2002 Staatsstipendium für Komposition des Bundeskanzleramtes
- 2003 Anton Bruckner Stipendium des Amtes der Oberösterreichischen Landesregierung
- 2003 composer in residence, KomponistInnenforum Mittersill
- 2005 Arbeitsstipendium der Republik Österreich

## Diskographie

### Solo CDs
- grenzkæmpfe (1993/2007)
- written images (2000)[4]
- schubert:winterreise:mütter (2001)[5]
- parlando (2004)[6]
- muetters muellerin (2006)[7]
- muetters dichters liebe – nach schumann nach heine (2007)[8]
- mütterkinderlieder – nachmahler (2011)[9]
- aus|cul|ta|tio|nes (2020)[10]

### Ensemble CDs
- abcd (1993), gemeinsam mit Armin Pokorn.
- SENTIMENT (1994), gemeinsam mit Dimitrios Polisoidis und Siggi Haider. Im Auftrag der Kulturabteilung des Landes Niederösterreich zur Ausstellung „Alfons Mucha – Das Slawische Epos“
- timbre (1995), gemeinsam mit Lauren Newton, Elisabeth Tuchmann, Oskar Mörth
- kadash am berg (1997), Text: Roland Heer; Rezitation, Stimme, Posaune: Bertl Mütter; Musik: Kadash
- camerata obscura | batpulse (1997), gemeinsam mit Florian Bramböck, Christoph Cech, Hans Steiner
- Lobgesang (1997), gemeinsam mit Christoph Cech
- Frische Ware (2000), gemeinsam mit Franui
- timbre plus (2003), gemeinsam mit Lauren Newton, Elisabeth Tuchmann, Oskar Mörth, Fritz Hauser, Joëlle Léandre, Urs Leimgruber
- 10 initial epilogues (2009), gemeinsam mit Miki Skuta

## Kompositionen
- 2000 wenn sie so wollen ist es halt ein streichquartett (wofür ich mich meinetwegen entschuldige), Brucknerhaus Linz
- 2001 schubert:winterreise:mütter, Hörgänge, Konzerthaus Wien
- 2001 anstehen. aufstehenfür Klavierquintett mit obligater Posaune, Start, Salzburg
- 2001 passagiere - Arnold Schönberg zum 50. Todestag, eine Live-Rauminstallation für unsichtbar postierte Musiker, Blaskapelle, Dichter, Dandy und Soubrette, Kunsthalle Steyr
- 2001 gehtschon, für Nouvelle Cuisine, Wien
- 2002 aeiou für tiefes quintett, für das Janus-Ensemble, Grabenfest, Wien
- 2003 weg. fluchtmusik, für Sopranstimme/Es-Klarinette und Bassklarinette
- 2003 zusammenspinnerei für Bigband und Harmoniemusik
- 2003 einspielen. ausspielen für Bassklarinette, Horn, Violoncello und Sprecher/Puppenspieler, Komponistenforum Mittersill
- 2003 6 patriotische excerpte für zwei Trombonen
- 2004 verborte, geographisch-erotische Sonate für Sopran und Bassflöte
- 2004 ortsende von maria taferl für großes Blasorchester und Big Band
- 2004 ognatango, für das tango-ensemble ognat
- 2005 nushu für zwei Bassklarinetten (Duo Stump-Linshalm)
- 2005 pour elise (oryctérope, bleue) pour un seul cor anglais
- 2005 muetters muellerin
- 2006 muetters dichters liebe
- 2006 trombohuwabone. Eine ernste Jandliade vum Bertl Mütter
- 2007 holzstück mit blech (woodpiece with brass)(Elliott Carter Quintett)
- 2007 piano sonata contextualized; for a pianist, prepared to act spontaneously (Christopher Hinterhuber)
- 2007 born. rondo.für Toypiano mit innerer Stimme (Isabel Ettenauer)
- 2008 milifagottfür Fagott Solo (Maria Gstättner)
- 2009 rondo profondo für Kontraforte (Robert Buschek)
- 2009 UNK. rufe. fuer fuenf optimisten und einen ténor Europäisches Forum Alpbach
- 2009 minütenminiatüre für großes Orchester, Radio-Symphonieorchester Wien
- 2010 mütterkinderlieder (nachmahler)
- 2010 quarksquirks für Hackbrett, vl, kb, tb und Stimme
- 2011 1+1+1=1 (discursus trinitatis) für va, vc, tb und gemischten Chor, im Auftrag von und für Philipp Harnoncourt
- 2011 dsudl (das schwere und das leichte), ein Stück Musiklaboratorium
- 2012 sostenuto (mothers’ morton’s memories)
- 2013 düdt [tilt] für Akkordeonduo
- 2013 … von weiter her als du denken kannst.
- 2015 "morendo vivace – viavace morendo" (mvvm) – für Posaune, Basstrompete und Stimme. UA 10/2015 in Reichraming
- 2016 "ad: MACH(AUT)" – für Vokalquartett oder Chor SATB, optional mit Posaune. UA 1/2016 in Wels
- 2016 "OPERAN! Übers Entkommen. – Ein siebenszenisches Musiktheater aus der Schule des Staunens." UA 9/2016 in Wien
- 2021 LOGORATORIUM. Stationentheater für drei Musiker und zwei Sänger. UA 18. November 2021 im Literaturmuseum Wien